# Louis Laumond
Pour les articles homonymes, voir Laumond.
Louis Laumond, né le 21 novembre 1829 à Ussel (Corrèze) et mort le 27 décembre 1895 à Limoges (Haute-Vienne), est un homme politique français.

## Biographie
Avocat à Ussel, il est maire de la ville jusqu'en 1884 et conseiller général de la Corrèze. Il est député de la Corrèze de 1876 à 1881, siégeant à gauche. Il est l'un des 363 qui refusent la confiance au gouvernement de Broglie, le 16 mai 1877. Battu en 1881, il devient conseiller à la cour d’appel de Limoges.

## Sources
- Ressource relative à la recherche :   - La France savante
- Ressource relative à la vie publique :   - Base Sycomore
- « Louis Laumond », dans Adolphe Robert et Gaston Cougny, Dictionnaire des parlementaires français, Edgar Bourloton, 1889-1891 [détail de l’édition]
- « Louis Laumond », dans le Dictionnaire des parlementaires français (1889-1940), sous la direction de Jean Jolly, PUF, 1960 [détail de l’édition]